# Oulunsalo

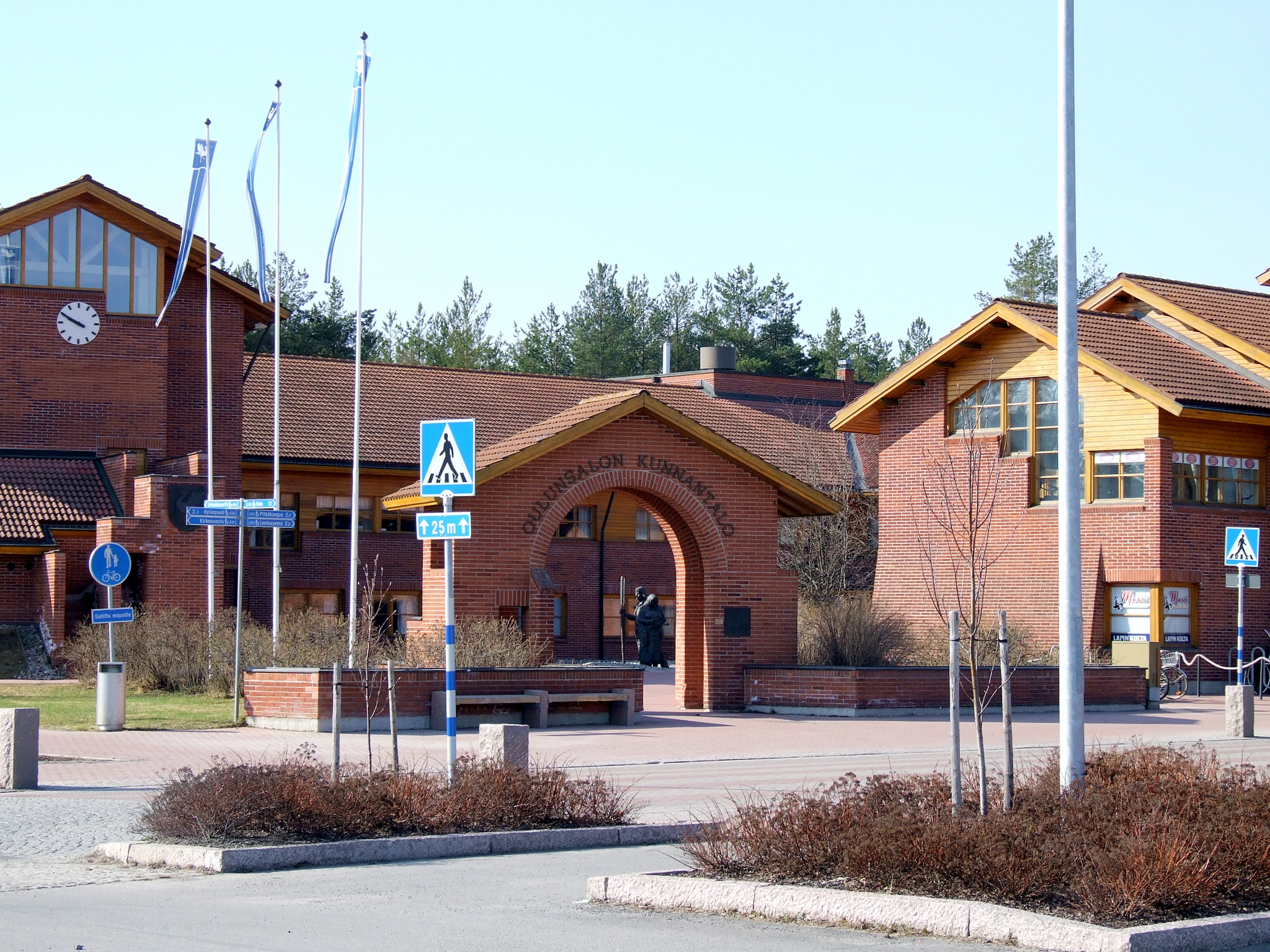
Obecní dům v Oulusalo

Oulunsalo je obec ve Finsku. Nachází se v provincii Severní Pohjanmaa. V roce 2006 žilo v obci 9 291 lidí. Rozloha obce je 82,58 km², hustota zalidnění 112,5 obyvatel na km². Obec byla založena roku 1882.
Na území obce se nachází ouluské letiště. Obec je čistě finskojazyčná. Dříve byla ve švédských dokumentech známa jako Uleåsalo, dnes je však i ve švédštině většinou uváděna pod finským jménem.

## Partnerská města
- Tanno, Japonsko (od 1992)